# مبرهنة فيرما الصغرى
من أجل مبرهنات أخرى مسماة نسبة إلى بيير دي فيرما، انظر إلى مبرهنة فيرما (توضيح).
مبرهنة فيرما الصغرى (بالإنجليزية: Fermat's little theorem) هي مبرهنة تنص على أنه إذا كان p عددا أوليا، فإنه ولأي عدد صحيح a ،تكون ap - a قابلة للقسمة على p،ويمكن كتابتها رياضياتيا بالعلاقة:
{\displaystyle a^{p}\equiv a{\pmod {p}}\,}
سميت المبرهنة بهذا الاسم لتمييزها عن مبرهنة فيرما الأخيرة. بعبارة أخرى، إذا أخذ عدد a وضرب في نفسه p مرة ثم طرح منه a فالعدد الناتج من هذه العمليات يقبل القسمة على p.
يمكن أيضاً كتابة العلاقة السابقة بالصورة:
{\displaystyle a^{p-1}\equiv 1{\pmod {p}}.\,\!} إذا كان {\displaystyle p\not |a} .

## مبرهنة فيرما الصغرى
ليكن p عددا اوليا موجبا
{\displaystyle (\forall n\in \mathbb {N} ):{{n}^{p}}\equiv n\left[p\right]}
```
     ملاحظة :مبرهنة فيرما الصغرى تضل صالحة في 

  

    

      

        

          
Z

        

      

    

    
{\displaystyle \mathbb {Z} }

  

```

## نتيجة مبرهنة فيرما الصغرى
ليكن p عددا اوليا موجبا
إذا كان {\displaystyle n\wedge p=1} فإن {\displaystyle (\forall n\in {{\mathbb {N} }^{*}}):{{n}^{p-1}}\equiv 1\left[p\right]}

### البرهنة
سنثبت النظرية باستخدام الاستقراء الرياضي لكل الأعداد الصحيحة الموجبة a ≥ 0.
خطوة الأساس هي حينما 0 p ≡ 0 (mod p) صحيحة لأنها صحيحة للأعداد الصحيحة. ثم نثبتها لـa = k ومنها ننطلق لـa = k+1.
ولهذه الخطوة سنحتاج إلى الاستدلال:

#### استدلال
لأي عدد أولي p فإن
{\displaystyle (x+y)^{p}\equiv x^{p}+y^{p}{\pmod {p}}.\,}
لبرهنة الاستدلال سنحتاج إلى تقديم نظرية ذات الحدين والتي تنص على أنه لأي عدد صحيح n
{\displaystyle (x+y)^{n}=\sum _{i=0}^{n}{n \choose i}x^{n-i}y^{i},}
حيث المعاملات معاملات ذات الحدين

{\displaystyle {n \choose i}={\frac {n!}{i!(n-i)!}},}
والتي يمكن كتابتها بصيغة المضروب
{\displaystyle {n \choose i}={\frac {n!}{i!(n-i)!}},}
و حيث أن جميع المعاملات أعداد صحيحة وحين 0 < p > i  فإنه لايوجد قاسم لـp في المقام، وبالتالي فإن المعامل يحتوي على قاسم p في البسط وبالتالي
{\displaystyle {p \choose i}\equiv 0{\pmod {p}},\qquad 0<i<p.}

وهذا يقصي جميع الحدود ماعدا الحدين الأول والأخير .

#### البرهان بالاستقراء
لنفرض أن (kp ≡ k (mod p و لننظر لـk+1)p) من الاستدلال لدينا
{\displaystyle (k+1)^{p}\equiv k^{p}+1^{p}{\pmod {p}}.\,}
وباستخدام نظرية الاستقراء لدينا (kp ≡ k (mod p; وببساطة 1p = 1
وبالتالي نحصل على {\displaystyle (k+1)^{p}\equiv k+1{\pmod {p}}\,}
وهو مانريد إثباته a = k+1. ∎

### عموميات
إذا كان p' عددا أوليا وكان m وn عددين صحيحين طبيعيين حيث m يوافق n بترديد p-1, فإن لكل عدد صحيح ؟ لدينا: am ≡ an (بترديد p).
(≡ يوافق بترديد)

## وصلات خارجية
- مبرهنة فيرما الصغرى
- دالة ومبرهنة أويلر